# Jue (vaso)
Un jue (Cinese tradizionale: 爵, pinyin: jué) è un recipiente, vaso o calice in bronzo a forma di tripode utilizzato per riscaldare e servire il vino o altre bevande alcoliche impiegate per scopi rituali. Veniva usato nell'antica Cina durante le cerimonie all'epoca delle dinastie Xia, Shang e Zhou.

## Caratteristiche
Questo tipo di recipiente fece la sua comparsa a partire dalla fine della Cultura di Erlitou, in corrispondenza della Dinastia Xia e il suo uso divenne popolare durante la Dinastia Shang e la Dinastia Zhou occidentale. I jue più antichi furono ritrovati all'interno di sepolture, suggerendo un loro utilizzo nel corso della cerimonia funebre. 
Il jue era in genere munito di due anse, a volte a forma di dragone, ed era caratterizzato da un lungo becco che permetteva di versare il contenuto, a volte accompagnato da un secondo beccuccio più corto. Possedeva due protuberanze sulla sommità che venivano utilizzate per sollevare il recipiente dalla fonte di calore e per il suo trasporto. Nei modelli più antichi non era presente alcun tipo di decorazione esterna, ma progressivamente sulle superfici esterne dei jue comparvero decorazioni sempre più elaborate fino ad assumere l'aspetto del taotie.
Il jue servì da modello per altre forme di vasi a tripode sviluppati successivamente come il jiao e la jia.

## Galleria d'immagini

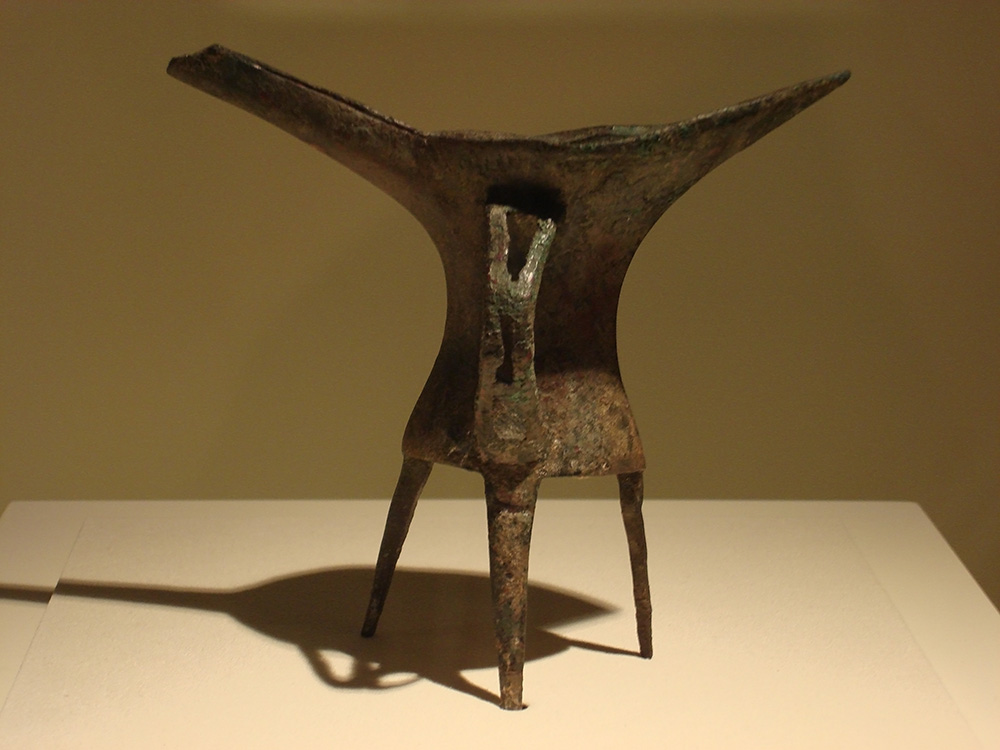
Jue della Cultura di Erlitou, scoperto a Yanshi, nella Provincia di Henan, 1984
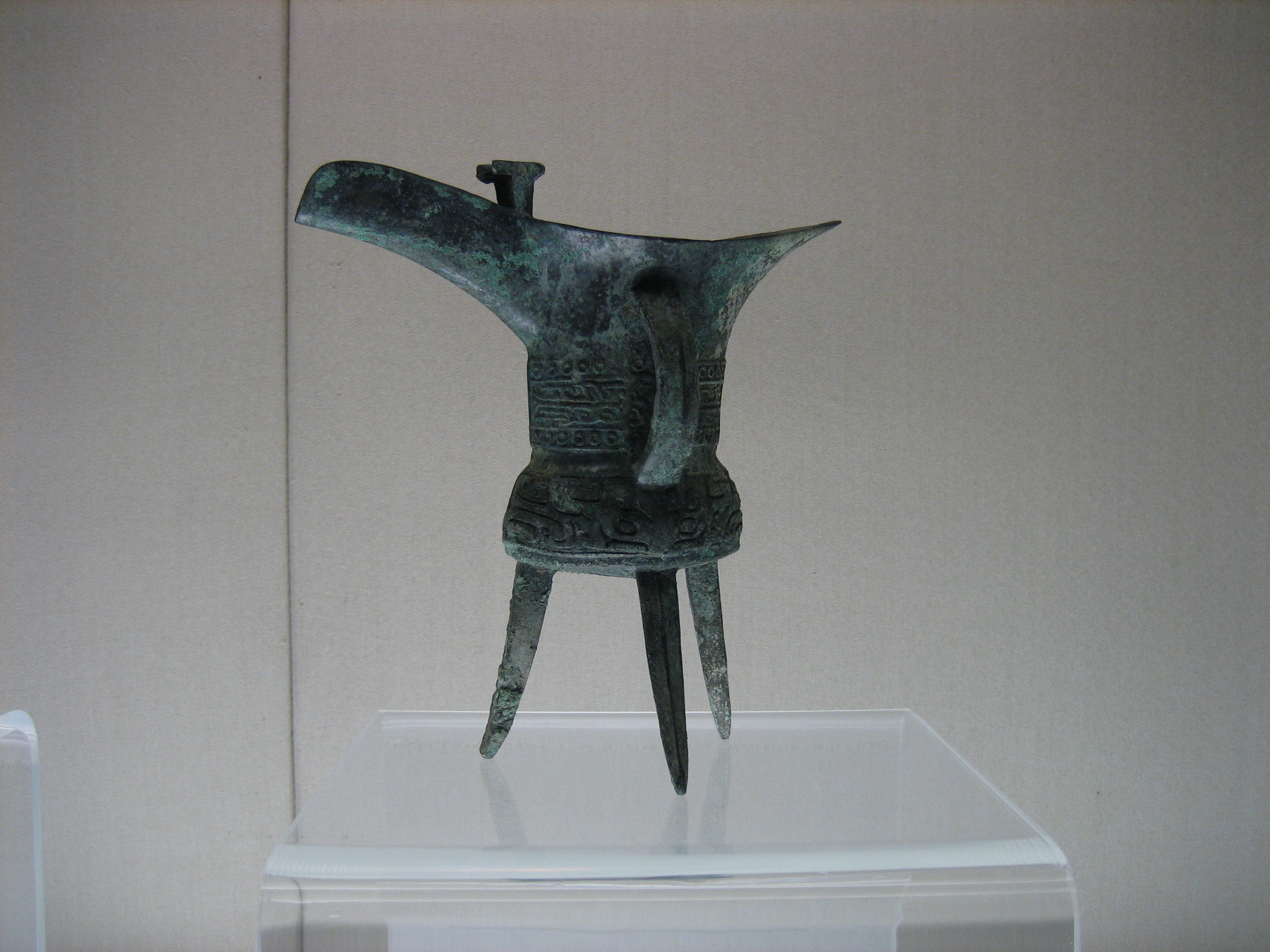
Dalla collezione del Museo di Shanghai
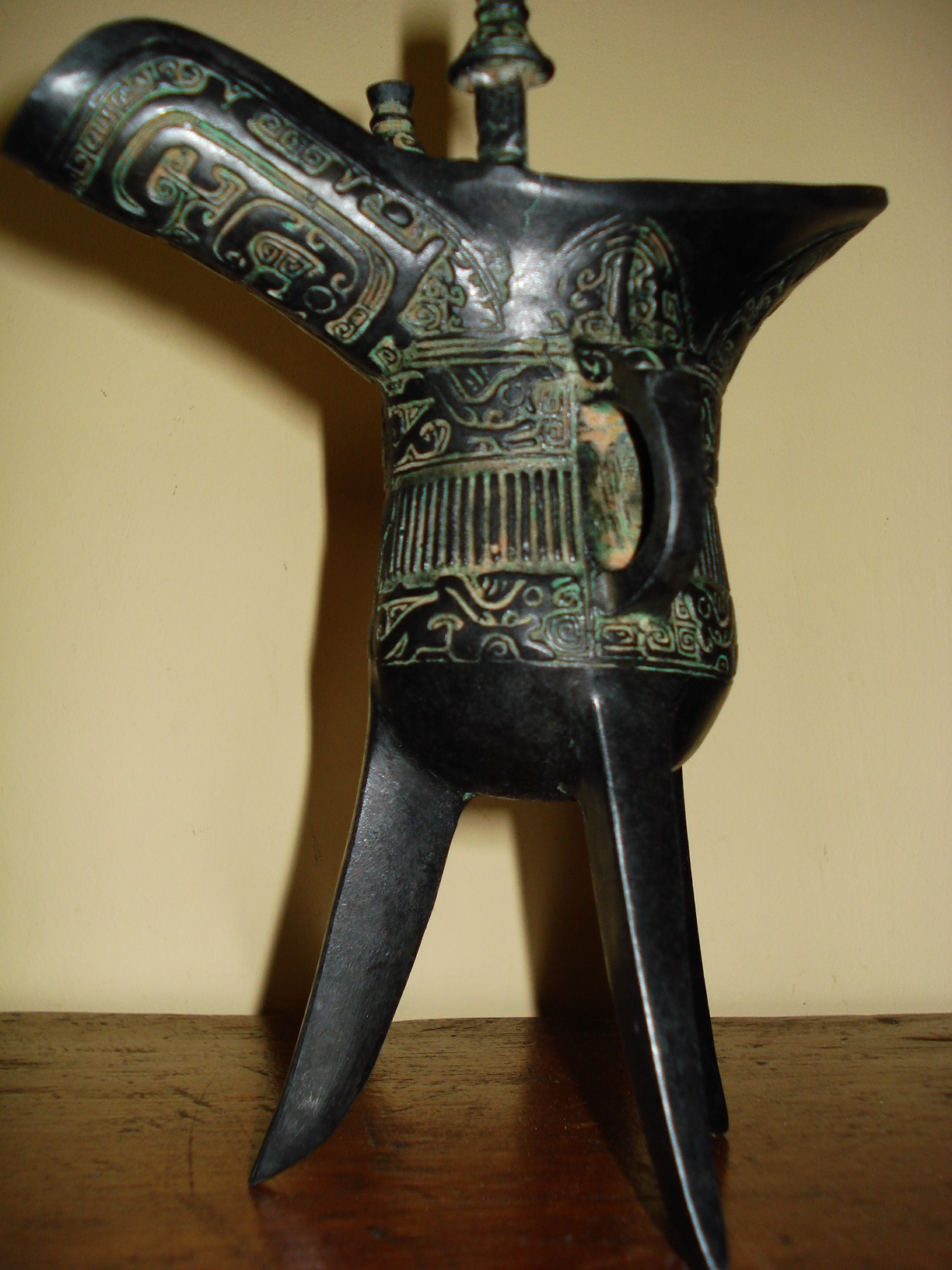
Riproduzione